# Lípy v Horní Vsi u Litvínova
Lípy v Horní Vsi u Litvínova jsou dvě památkově chráněné lípy velkolisté v Horní Vsi, která tvoří místní část města Litvínova v okrese Most. 200 let staré lípy rostou ve střední části osady. Obě jsou vysoké 19 m a obvody kmenů mají 3,20 a 3,90 m.

## Další vzácné stromy na Mostecku
- Albrechtický dub – zaniklý chráněný dub u bývalé obce Albrechtice
- Borovice Schwerinova v Mostě - chráněný strom
- Dub pod Resslem - chráněný strom
- Jírovec v Šumné u Litvínova - chráněný strom
- Lipová alej v Mostě – chráněná alej u Oblastního muzea v Mostě
- Lípa v Lužici (okres Most) - chráněný strom
- Lípy v Janově u Litvínova - chráněné stromy
- Lípa v Šumné u Litvínova - chráněný strom
- Lípa v Meziboří (Potoční ulice) - chráněný strom
- Lípa v Meziboří (Okružní ulice) - chráněný strom
- Žeberská lípa – nejstarší strom v okrese Chomutov